# John Wimber
John Wimber (* 25. Februar 1934 in Peoria, Illinois; † 17. November 1997) war ein US-amerikanischer Musiker, Gründungsdirektor der Abteilung für Gemeindewachstum am Fuller Theological Seminary und Gründer der Vineyard-Church-Bewegung. Er war einer der führenden Personen der charismatischen Bewegung in Nordamerika und Europa in den Achtziger und Neunzigerjahren des 20. Jahrhunderts.

## Leben
Wimber wuchs in einer nichtreligiösen Familie auf. Er wurde während einer Ehekrise im Mai 1963 Christ, nachdem er mehrere Jahre in der Jazzband Righteous Brothers als Keyboarder gespielt hatte. In den folgenden Jahren besuchte er die Yorba Linda Friends Church, eine Quäker-Gemeinde, und führte durch persönliche Bekehrungstätigkeit hunderte von Leuten zu Christus. 1970 graduierte er an der Azusa Pazific University, im gleichen Jahr wurde für fünf Jahre zweiter Pastor seiner Quäkergemeinde.
1974 wurde er Gründungsdirektor der Abteilung für Gemeindewachstum am Charles E. Fuller Institute of Evangelism and Church Growth, das vom Fuller Theological Seminary und von der Fuller-Evangelisationsvereinigung gegründet wurde. Er leitete dieses Institut bis 1978. Gleichzeitig wuchs seine Bibelgruppe zu einer Hauskirche heran. 1977 fand der erste Gottesdienst mit Wimber als Pastor statt. Er begann für Kranke zu beten und seine Gemeindeglieder für den Dienst der Krankenheilung zu schulen. Als sich diese Gruppe weiter in eine charismatische Richtung entwickelte, führte dies zur Trennung von der Quäker-Gemeinde, zu der die Gruppe ursprünglich gehört hatte. Wimber schloss sich mit seiner Gemeinde dem Calvary-Chapel-Gemeindeverband von Chuck Smith an bis 1982.
1981 bis 1985 konnte Wimber am Fuller Theological Seminary weitere Vorlesungen zu den Themen Zeichen, Wunder und Kirchenwachstum halten. Danach war er auch weltweit als Vortragsredner unterwegs, oft wurden ganze Kongresse zu solchen Themen veranstaltet, wo er als Hauptreferent auftrat.
1993 wurde bei Wimber Krebs diagnostiziert, der mit Chemotherapie erfolgreich behandelt wurde. 1997 wurde eine Bypass-Operation notwendig. Während der Rekonvaleszenz von diesem Eingriff starb Wimber am 16. November 1997 an einer Hirnblutung.

## Gründung der Vineyard
Aus der Gemeinde entstand 1982 eine selbständige, unabhängige Kirche, die Anaheim Vineyard Christian Fellowship. Zusammen mit Ken Gulliksen und seiner Gemeinde, die auch zu Calvary Chapel gehört hatte, bilden sie die Vineyard Christian Fellowship. Wimber war von 1977 bis 1994 Pastor dieser wachsenden Gemeinde, die zuerst in Yorba Linda und ab 1983 in Anaheim war. Es schlossen sich weitere unabhängige Gemeinden der Vineyard-Bewegung an.
1985 gründete er die Association of Vineyard Churches (AVC), deren internationaler Direktor er wurde. Anfänglich lehnte er eine Expansion nach Europa ab, jedoch änderte er seine Meinung nach 1990, und die Expansion wurde bewusst vorangetrieben.
1995 schloss Wimber die Toronto Airport Vineyard-Gemeinde, wo der Toronto-Segen seinen Anfang nahm, aus der Vineyard-Bewegung aus, weil für ihn gewisse Manifestationen wie Tierlaute zu weit gegangen waren. Ein Jahr später trennte er sich von der Metro Vineyard Fellowship in Kansas City, wo sich die Kansas City-Propheten weltweite Beachtung verschafft hatten. Sie wurden ausgeschlossen, weil sie sich nicht über das Maß und die Form zusätzlicher Prophetien über die Bibel hinaus einigen konnten, denn Wimber lehnte eine Verschriftlichung neuer Prophetien außerhalb der Bibel ab.
In der gleichen Zeit begann er mit der Verselbständigung der Gemeinden in den USA, Kanada, Großbritannien, Südafrika und Neuseeland, weil diese Gemeindeverbände eine gewisse Größe erreicht hatten, die unabhängige Existenz und Wirksamkeit erlauben.
Nach seinem Tod 1997 wurde sein Mitarbeiter Bob Fulton sein Nachfolger.

## Lehre
John Wimber wurde einer der prägenden Leiter der charismatischen Bewegung durch seine Ausstrahlung, Integrität, Ehrlichkeit, Lebensfreude und Anerkennung seiner eigenen Grenzen. Während seiner Tätigkeit am Fuller Theological Seminary kam Wimber auch in Kontakt mit vielen Christen aus der Dritten Welt. Oft wuchsen deren Kirchen, und ihr Weltbild war weit weniger von der Aufklärung geprägt, so dass Wunder und Geisterfahrungen weit mehr Platz fanden als im Westen. Er war ein bekannter Redner auf internationalen charismatischen Konferenzen, die auch zweimal in Deutschland stattfanden. Schwerpunkte seiner Reden waren Evangelisation, Gebet, Heilung durch die Kraft des Heiligen Geistes, Wunder und Gemeindewachstum. 1989 bis 1991 spielte auch kurz Prophetie eine wesentliche Rolle.

## Kritik
John Wimber wurde von konservativen Evangelikalen wie dem Österreicher Alexander Seibel und andern Personen kritisiert. Sie warfen ihm vor, dass er mit seinem gewinnenden Wesen zu anpassungsfähig gewesen sei und mit viel Charme zu große Versprechungen bezüglich Krankenheilungen, Prophetien und Erweckungen gemacht habe, die sich dann nicht erfüllt hätten.

## Bücher
John Wimber schrieb auch mehrere Bücher, teilweise zusammen mit Kevin Springer, welche die charismatische Bewegung beeinflussten:
- A Brief Sketch of Signs and Wonders through the Church Age. Vineyard Christian Fellowship, Placentia, California 1984
- Signs and Wonders and Church Growth.  Vineyard Ministries International, Placentia, California 1984
- Power Evangelism. Hodder & Stoughton 1986. (2013. ISBN 978-1-4447-5027-0)
- Power Healing. HarperOne 1987. (2009. ISBN 978-0-06-069541-5)
- Power Encounters. Harper & Row, San Francisco 1988
- The Dynamics of Spiritual Growth. 1990
- Power Points. Harper & Row, San Francisco 1991

in deutscher Übersetzung
- Mit Kevin Springer: Vollmächtige Evangelisation. Gerth, Projektion J, Wiesbaden 1986 und Gerth, Asslar 2000. ISBN 978-3-89490-333-6
- Mit Kevin Springer: Heilung in der Kraft des Geistes. Projektion J, Wiesbaden 1987 und Jesus Freaks, Remscheid 2010. ISBN 978-3-925352-06-5 (mehrere Auflagen)
- Vergebung im Reich Gottes – Wie Gottes Gnade Ihr Leben verwandeln kann. Projektion J, Wiesbaden 1987.
- Mit Kevin Springer: Die Dritte Welle des Heiligen Geistes, was kommt nach der Erneuerung? Projektion J, Wiesbaden 1988.
- Gemeinschaft im Reich Gottes. Wie Christen miteinander leben sollten Projektion J, Wiesbaden 1989. ISBN 978-3-925352-27-0
- Leben im Reich Gottes. Wie Gott ihren Charakter verändern kann. Projektion J, Wiesbaden. ISBN 978-3-925352-12-6
- Leiden im Reich Gottes. Wie Sie mit geistlichen Prüfungen umgehen können. Projektion J, Wiesbaden. ISBN 978-3-925352-14-0
- Dienen im Reich Gottes. Wie Sie Gottes Plan für Ihr Leben erkennen. Projektion J, Wiesbaden. ISBN 978-3-925352-13-3
- Vollmacht im Reich Gottes. Wie Sie das Evangelium vollmächtig verkündigen können. ISBN 978-3-925352-28-7
- Einblicke ins Reich Gottes. Was die Bibel über die Herrschaft Gottes sagt. Projektion J, Wiesbaden 1991.
- Der Weg zu geistlicher Reife – Ein Glaubenskurs zum Selbststudium und für Kleingruppen. Projektion J, Hochheim 1993. ISBN 978-3-89490-023-6